# ميجل ريبوسيو
ميجل ريبوسيو (بالإسبانية: Miguel mandriotti)‏ (20 أكتوبر 1976 بليما في بيرو - ) هو لاعب كرة قدم بيروفي في مركز الدفاع. شارك مع منتخب بيرو لكرة القدم. أما مع النوادي، فقد لعب مع أليانزا ليما وريال سرقسطة ونادي ألميريا ونادي باوك ونادي سبورتينغ كريستال وGuardia Republicana ‏ وسيزار فاليجو ‏ وسبورت بويز.

## وصلات خارجية
- ميجل ريبوسيو على موقع الاتحاد الدولي (مؤرشف)  (الإنجليزية)
- ميجل ريبوسيو على موقع قاعدة بيانات كرة القدم.إي يو (الإنجليزية)
- ميجل ريبوسيو على موقع ناشيونال فوتبول تيمز (الإنجليزية)
- ميجل ريبوسيو على موقع Soccerway.com (الإنجليزية)